# Udea nordeggensis
Udea nordeggensis is een vlinder uit de familie van de grasmotten (Crambidae), uit de onderfamilie van de Spilomelinae. De wetenschappelijke naam van deze soort is voor het eerst voorgesteld als Phlyctaenia nordeggensis door James Halliday McDunnough in een publicatie uit 1929.
De soort komt voor in Canada (Alberta).